# Blyznytsja
De Oekraïense berg Blyznytsja (Oekraïens: Близниця) heeft een hoogte van 1.883 meter en is daarmee de hoogste top binnen het bergmassief Svydovetsky. Blyznytsja is gesitueerd in het zuidoosten van de oblast Transkarpatië, in het beschermde deel van het bergmassief Svydovetsky (onderdeel van het Karpatisch Biosfeerreservaat).

## Algemene informatie
De Blyznytsja kan onderverdeeld worden in twee pieken, beide met de naam Blyznytsja. De beide pieken liggen dicht bij elkaar en zien er qua uiterlijk hetzelfde uit. De noordelijkste is met 1.883 meter de hoogste van de twee. De zuidelijke is met 1.872 meter, slechts enkele meters lager. De zuidelijke en westelijke hellingen lopen geleidelijk aan af, terwijl de oostelijke helling zeer steil is. Op de berghellingen zijn enkele zeldzame planten te vinden die aangepast zijn aan het hooggebergteklimaat.

## Wandelroutes
De Blyznytsja is het gemakkelijkst te bereiken vanaf de plaats Jasinja. Van hieruit loopt een wandelroute van 20 kilometer naar de Blyznytsja, via het toeristisch centrum Drahobrat. Een tweede route loopt vanuit de plaats Trostjanets, noordwaarts in de richting van de Blyznytsja.

## Galerij

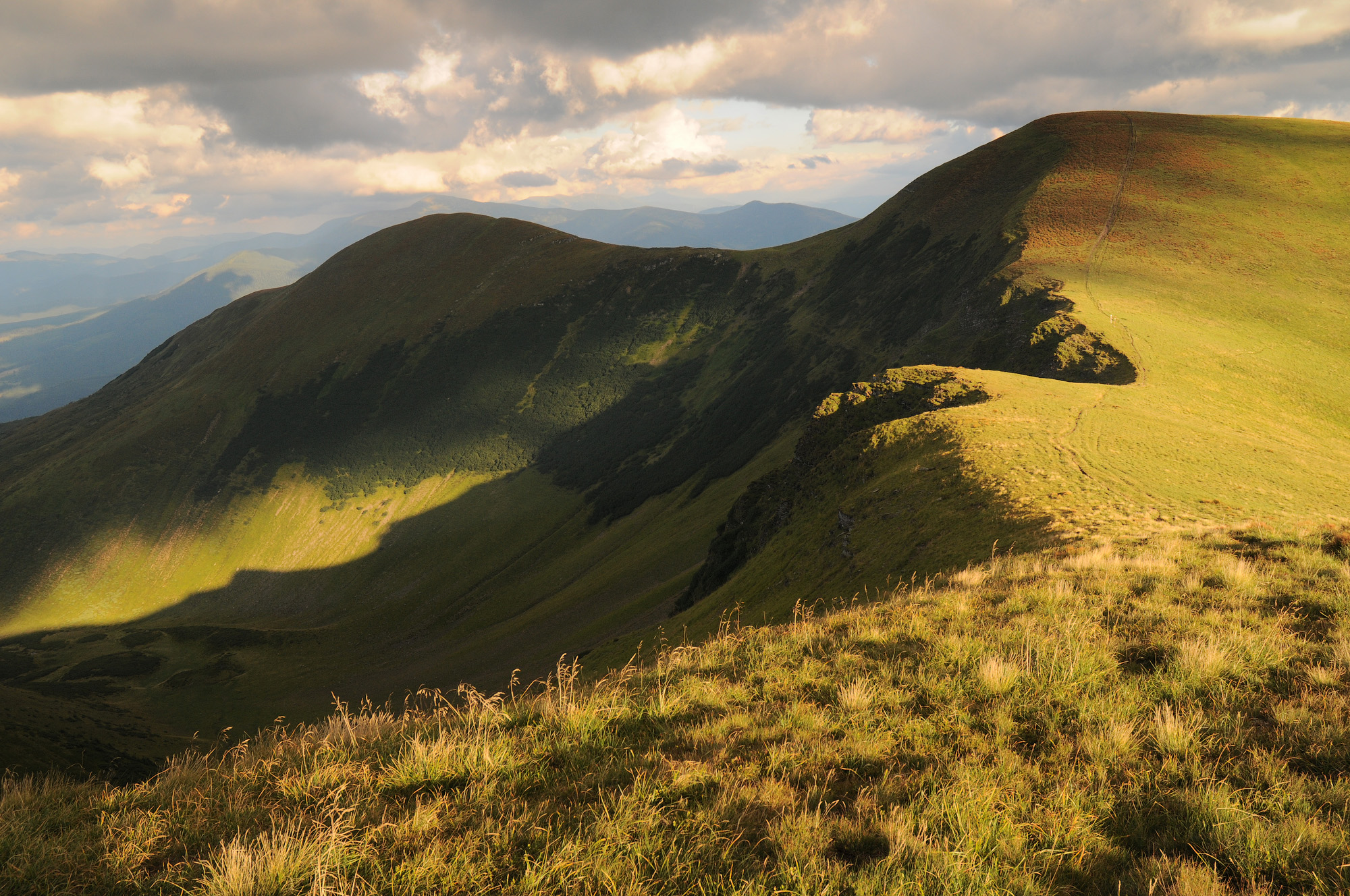
Alpenweiden op de Blyznytsja (augustus 2012).
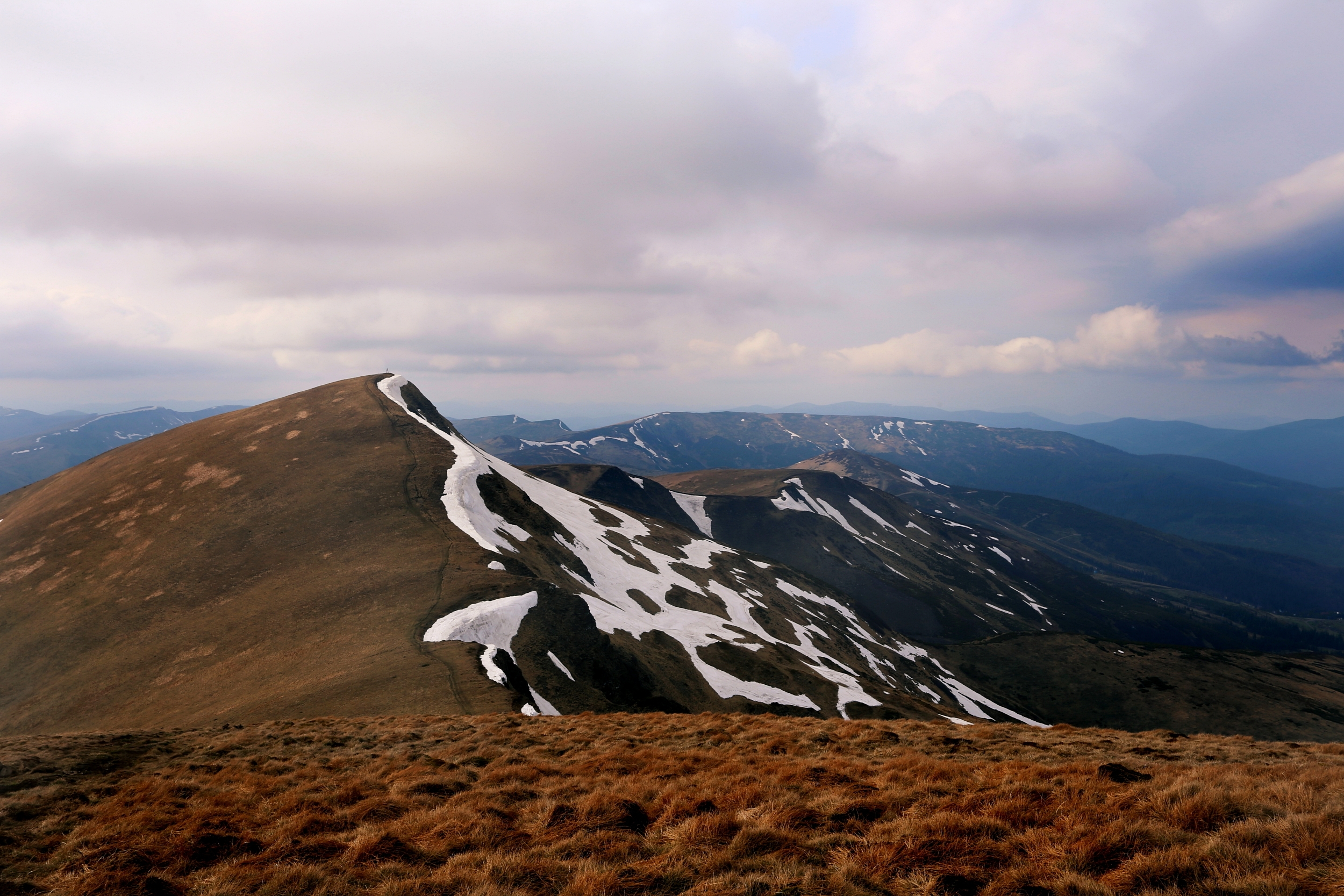
Blyznytsja (mei 2014), waarbij de oostelijke helling nog gedeeltelijk besneeuwd is.
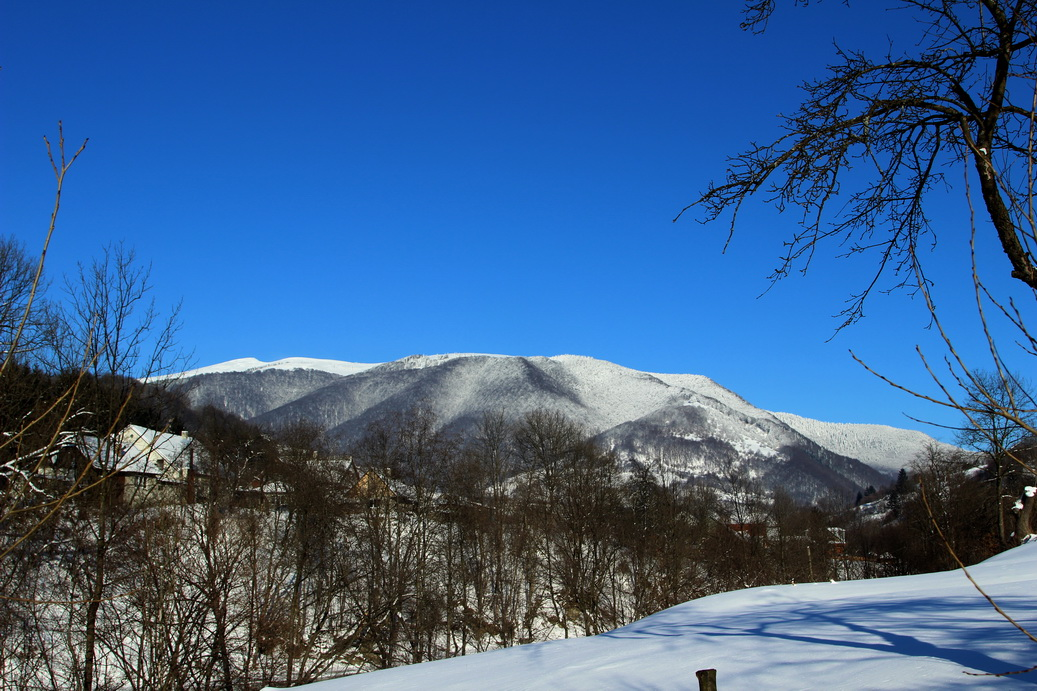
Blik op de Blyznytsja vanuit het dorp Kvasy.